# Takashi Osanai
Takashi Osanai (jap. 長内敬 Osanai Takashi; ur. 1948) – japoński dyplomata, badacz stosunków międzynarodowych, od 2009 ambasador Japonii na Łotwie. 

## Życiorys
W 1974 ukończył studia na Wydziale Nauk Społecznych Uniwersytetu Hitotsubashi. 
W 1976 podjął pracę w Ministerstwie Spraw Zagranicznych Japonii. Pracował w misjach japońskich przy Organizacji Narodów Zjednoczonych oraz w Związku Sowieckim. Po rozpadzie ZSRR objął funkcję radcy w ambasadzie japońskiej w Moskwie, następnie pracował w Europejskim Banku Odbudowy i Rozwoju oraz ponownie w ambasadzie w Moskwie. 
W 2004 został konsulem generalnym w Chabarowsku. Po powrocie do kraju w 2007 podjął pracę badacza w Japońskim Instytucie Stosunków Międzynarodowych, gdzie zajmował się tematyką rosyjską. Został dyrektorem generalnym Instytutu. 
17 marca 2009 objął funkcję ambasadora Japonii na Łotwie. Jest pierwszym w historii dwudziestoletnich stosunków dyplomatycznych przedstawicielem Japonii rezydującym w Rydze. 
Zna język rosyjski, podczas pełnienia misji w Rydze podjął również naukę łotewskiego. Żonaty z Keiko Osanai.